# Thomas Hale Sill
Thomas Hale Sill (* 11. Oktober 1783 in Windsor, Connecticut; † 7. Februar 1856 in Erie, Pennsylvania) war ein US-amerikanischer Politiker. Von 1826 bis 1831 vertrat er zweimal den Bundesstaat Pennsylvania im US-Repräsentantenhaus.

## Werdegang
Thomas Sill besuchte vorbereitende Schulen und studierte danach bis 1804 an der Brown University in Providence. Nach einem anschließenden Jurastudium und seiner 1809 erfolgten Zulassung als Rechtsanwalt begann er in Lebanon (Ohio) in diesem Beruf zu arbeiten. Im Jahr 1813 verlegte er seinen Wohnsitz und seine Kanzlei nach Erie in Pennsylvania. Dort wurde er Mitglied der Staatsmiliz. Zwischen 1816 und 1818 war Thomas Sill stellvertretender US Marshal. Von 1816 bis 1817 fungierte er außerdem als Ortsvorsteher (Burgess) von Erie; im Jahr 1819 war er stellvertretender Attorney General. Politisch war er Mitglied der Demokratisch-Republikanischen Partei. In den 1820er Jahren schloss er sich der Bewegung gegen den späteren Präsidenten Andrew Jackson an und wurde Mitglied der kurzlebigen National Republican Party. Nach deren Auflösung schloss er sich den Whigs an. Im Jahr 1823 saß er im Repräsentantenhaus von Pennsylvania.
Nach dem Tod des Abgeordneten Patrick Farrelly wurde Sill bei der fälligen Nachwahl als dessen Nachfolger in das US-Repräsentantenhaus in Washington, D.C. gewählt, wo er am 14. März 1826 sein neues Mandat antrat. Bis zum 3. März 1827 konnte er dort die laufende Legislaturperiode beenden. Bei den Kongresswahlen des Jahres 1828 wurde Sill als Nationalrepublikaner erneut im 18. Wahlbezirk von Pennsylvania in das US-Repräsentantenhaus gewählt, wo er am 4. März 1829 die Nachfolge von Stephen Barlow antrat, der zwei Jahre zuvor sein Nachfolger geworden war. Da er im Jahr 1830 auf eine erneute Kandidatur verzichtete, konnte er bis zum 3. März 1831 nur eine weitere Legislaturperiode im Kongress absolvieren. Diese war von den Diskussionen um die Politik von Präsident Andrew Jackson geprägt.
Nach dem Ende seiner Zeit im US-Repräsentantenhaus praktizierte Thomas Sill wieder als Anwalt. Außerdem wurde er im Jahr 1837 Präsident der Filiale der United States Bank in der Stadt Erie. In den Jahren 1837 und 1838 gehörte er einem Verfassungskonvent seines Staates an. Von 1847 bis 1853 amtierte er als Posthalter in Erie. Bei den Präsidentschaftswahlen des Jahres 1848 war er einer der Wahlmänner für die Whigs, die Zachary Taylor offiziell zum Präsidenten wählten. Über 30 Jahre lang war Sill auch Direktor der Erie Academy. Er starb am 7. Februar 1856 in Erie.